# Overvågning fra liv til død
|  | Denne artikel er oprettet af botten PalnaBot ud fra en ekstern database. Den kan derfor have sproglige fejl eller mangler. Denne skabelon kan fjernes efter kontrol af indholdet. |

Overvågning fra liv til død er en film instrueret af Vagn Søndergård.

## Handling
Et debatoplæg om den kontrol vi mennesker udsættes for fra vi fødes til vi dør. Den nye overvågningsteknik bør bruges til de svages kontrol med de stærke og ikke som nu - være de stærkes kontrol med de svage. Med de nye teknologier: Bioteknologi, gensplejsning, kloning og screening er det i dag muligt at skabe et syntetisk samfund med perfekte og forudsigelige individer.